# Youth of May
Youth of May (Hangul: 오월의 청춘; Hanja: 五月의 靑春; RR: Oworui Cheongchun) es una serie de televisión surcoreana transmimtida del 3 de mayo de 2021 hasta el 8 de junio de 2021 a través de KBS2. La serie es protagonizada por Lee Do-hyun, Ko Min-si, Lee Sang-yi y Geum Sae-rok.

## Sinopsis
Ambientada en 1980 durante los turbulentos tiempos del levantamiento de Gwangju, cuenta la historia de amor entre Hwang Hee-tae, un estudiante de medicina y Kim Myung-hee, una enfermera, quienes pronto se ven envueltos en el levantamiento.
Hee-tae, es un joven que odia lo predecible cuya vida se describe como "una guerra contra los prejuicios" y para romper aquellos que existen en contra de los hijos de madres solteras, obtiene las mejores calificaciones e ingresa a la escuela de medicina.
Mientras tanto, Myung-hee es una trabajadora y encantadora enfermera, que se fue de casa y ahora vive sola en Gwangju. Aunque no es lo suficiente amable para consolar a los pacientes, es una persona encantadora e inteligente que se opone a lo que no es justo.
Sin embargo debido a hechos inesperados, ambos terminan viviendo el mayo más duro de sus vidas.

## Reparto

### Personajes principales[10]
| Actor                      | Personaje            | N.º de episodios | Notas |
| -------------------------- | -------------------- | ---------------- | --- |
| Lee Do-hyun Choi Won-young | Hwang Hee-tae        | 1-12 12          | Es un joven estudiante de medicina de la Universidad Nacional de Seúl que está decidido a demostrar que todos los prejuicios creados por las personas sobre los hijos criados por madres solteras son falsos. Aunque puede parecer una persona tolerante, también tiene un espíritu inquebrantable y obstinado. Le gusta tocar la guitarra e ir a cafés musicales. |
| Ko Min-si                  | Enfra. Kim Myung-hee | 1-12             | Es una enfermera de tercer año que ha superado los obstáculos que la vida le ha puesto para llegar hasta donde ésta. Aunque parece una joven fría y poco empática con los pacientes, en realidad es lo suficientemente inteligente para hacer su trabajo y no pierde la fe ante las peores situaciones.                                                            |
| Lee Sang-yi                | Lee Soo-chan         | 12               | Un joven hombre que está ayudando a su padre con el negocio familiar después de regresar de estudiar en el extranjero en Francia. |
| Geum Sae-rok               | Lee Soo-ryun         | 12               | Es la hermana menor de Soo-chan. Una joven estudiante de derecho y la mejor amiga de Myung-hee. Tiene una personalidad relajada y aunque provienve de una familia adinerada, su objetivo es el de garantizar la justicia ante los problemas sociales. |

### Personajes secundarios

#### Familia de Hee-tae
| Actor           | Personaje      | N.º de episodios | Notas |
| --------------- | -------------- | ---------------- | --- |
| Oh Man-seok     | Hwang Ki-nam   | 11               | El padre de Hee-tae. Es un hombre obsesionado con el poder que está dispuesto a hacer lo que sea con tal de alcanzar su propósito.      |
| Shim Yi-young   | Song Hae-ryug  | 10               | La segunda esposa de Ki-nam y madrastra de Hee-tae. Es una mujer que proviene de una famosa familia encargada de una empresa cervecera. |
| Choi Seung-hoon | Hwang Jung-tae | 11               | El hijo de Hae-ryung y medio hermano menor de Hee-tae, así como el rival de Kim Myung-soo en la pista de carreras.                      |

#### Familia de Myung-hee
| Actor                   | Personaje                              | N.º de episodios | Notas |
| ----------------------- | -------------------------------------- | ---------------- | --- |
| Kim Won-hae Lee Min-jae | Kim Hyun-cheol Kim Hyun-cheol de joven | 11               | El padre de Myung-hee y Myung-soo. Trabaja reparando relojes y sufre de un problema en su pierna. |
| Hwang Young-hee         | Choi Soon-nyeo                         | 6                | La madre de Myung-hee y Myung-soo. Es un ama de casa que se ha hecho cargo de su esposo enfermo y de su suegra, mientras cuida de Myung-hee y Myung-soo. |
| Cho Yi-hyun             | Kim Myung-soo                          | 11               | Es el hijo de 12 años de Hyun-cheol y Soon-nyeo, así como el hermano menor de Myung-hee. Fue criado con amor y es un niño inocente. Es un gran corredor y siempre participó en los relevos como representante de su clase cada vez que había un día deportivo. Es un joven que intenta mediar entre su padre y su hermana. |
| Park Hye-jin            | -                                      | 3                | La abuela de Myung-hee. |

#### Familia de Soo-chan y Soo-ryun
| Actor        | Personaje      | N.º de episodios | Notas |
| ------------ | -------------- | ---------------- | --- |
| Uhm Hyo-seop | Lee Chang-keun | 9                | El padre de Soo-chan y Soo-ryun. Es un exitoso hombre de negocios que perdió a su esposa debido a una enfermedad crónica y crio solo a sus hijos. |
| Kim Hyun     | -              | 6                | La tía de Soo-chan y Soo-ryun. |

#### Miembros del Ejército de Ley Marcial
| Actor                        | Personaje          | N.º de episodios | Notas |
| ---------------------------- | ------------------ | ---------------- | --- |
| Kim Eun-soo                  | Lee Kwang-kyoo     | 6                | Es un cabo del ejército con excelentes habilidades motoras, pero los superiores a menudo le piden que ponga una apuesta. |
| Kwon Young-chan Jung Hee-tae | Kim Kyung-soo      | 8 1, 11-12       | El amigo de Hee-tae, con quien estudió la universidad en el extranjero. Una vez terminada, ingresó al ejército pero su estadía ahí en ocasiones es incómoda gracias al sargento Hong Sang-pyo.                               |
| Noh Sang-bo                  | Sgt. Hong Sang-pyo | 5                | Es un joven sargento tirano del Ministerio del Interior que molesta a Kyung-soo. Es un hombre que desea que su fecha de salida del ejército llegue pronto, sin embargo esto se retrasa debido a los duros actos que suceden. |

#### Miembros de la Pensión
| Actor        | Personaje     | N.º de episodios | Notas |
| ------------ | ------------- | ---------------- | --- |
| Huh Jung-do  | Lee Kyung-pil | 9                | Es el dueño de la casa de huéspedes y padre de Lee Jin-ah. |
| Park Se-hyun | Lee Jin-ah    | 10               | Es la adolescente hija del dueño de la casa de huéspedes. Tiene un enamoramiento hacia Hee-tae. Es una joven alegre a quien le gusta escuchar canciones pop en un café musical en lugar de una sala de lectura y sueña con algún día convertirse en productora de radio de Seúl. |

#### Miembros del Hospital Pyunghwa
| Actor         | Personaje       | N.º de episodios | Notas |
| ------------- | --------------- | ---------------- | --- |
| Park Chul-min | Choi Byung-kil  | 4                | El vicepresidente del Hospital Pyunghwa y el encargado de diversos asuntos y decisiones del hospital. |
| Kim Bo-jung   | Kim Min-joo     | 8                | Es la enfermera principal en la sala de emergencias del hospital de Gwangju donde Myung-hee trabaja. Sufre de estrés cuando se presentad con situaciones inesperadas, ahora se ha convertido en una soldado con base en la sala de emergencias. |
| Kim Yi-kyung  | Oh In-young     | 5                | Es una joven enfermera de primer año del hospital de Gwangju, recién graduada de la universidad de enfermería. |
| Jang Won-hyuk | Yoo Byung-cheol | 4                | Es un residente de la sala de emergencia del hospital, un hombre que sufre de exceso de trabajo debido a sus superiores, por lo que todas las noches lamenta su elección de especialización. Aunque no tiene una personalidad agradable en realidad es un personaje público y privado que no cruza la línea. A comparación con los doctores, se comunica mejor con las enfermeras. |

### Otros personajes
| Actor          | Personaje       | N.º de episodios | Notas |
| -------------- | --------------- | ---------------- | --- |
| Jung Wook-jin  | Choi Jung-haeng | 6                | Es un joven oficial de la policía apasionado lleno de errores pero con voluntad. Por lo general está presente con la "seguridad civil" durante las protestas callejeras. |
| Lee Hwang-eui  | Han Seok-joong  | 5                | Es una persona influyente que trabaja como legislador en Jeonnam. Su estrategia de supervivencia es captar con entusiasmo el flujo de poder y encontrar una posición "apropiada". Ki-nam se incomoda en su presencia.                                                            |
| Lee Kyu-sung   | Jung Hye-geon   | 9                | El amigo de Hee-tae de su ciudad natal y amigo de Myung-hee a quien conoció en la iglesia. Actualmente asiste al departamento de ciencias políticas y diplomacia en la Universidad Nacional de Chonnam y es miembro del círculo escolar. Su padre dirige un estudio fotográfico. |
| Joo Bo-young   | Park Sun-min    | 9                | Es la amiga de Myung-hee con quien puede abrirse y ser ella misma. |
| Kim Tae-beom   | Park Dong-wook  | 6                | Es el entrenador de pista y campo del equipo de atletismo que dirige a los niños en un dialecto rápido. También es un maestro que reconoce, anima y lidera el potencial de Myung-soo.                                                                                            |
| Nam Tae-woo    | -               | -                | Es un detective que obedece todas las indicaciones de Ki-nam sin dudar. |
| Hong Boo-hyang | -               | 2                | Es una empleada de la casa de los Lee. |

### Apariciones invitadas
| Actor          | Personaje     | Episodio(s) donde apareció | Notas |
| -------------- | ------------- | -------------------------- | --- |
| Choi Won-young | Hwang Hee-tae | 12                         | Ahora de adulto, Hee-tae visita la tumba de Myung-hee, a quien todavía ama profundamente. |
| Kwon Hyuk-hyun | In-jae        | 1                          | Es un compañero de clases de Hee-tae. |
| Yoo Soon-woong | -             | 1                          | Es un sacerdote. |
| Eunbin         | Yoo Jin       | 1                          | La exnovia de Hee-tae, con quien él sólo salía debido a la imposición de su padre, ya que no estaba enamorado de ella. Jin es una joven interesada, a quien sólo le importa casarse con un doctor para tener un buen estatus social. |
| Jung Hee-tae   | Kim Kyung-soo | 1 y 11-12                  | |

## Episodios
La serie está conformada por doce episodios, los cuales fueron emitidos todos los lunes y martes a las 21:30 p. m. (KST).

### Audiencia
Los números en color rojo indican las calificaciones más bajas, mientras que los números en azul indican las calificaciones más altas.
| Episodio | Parte    | Fecha de emisión   | Participación promedio de audiencia | Participación promedio de audiencia |
| Episodio | Parte    | Fecha de emisión   | AGB Nielsen                         | TNmS                                |
| -------- | -------- | ------------------ | ----------------------------------- | ----------------------------------- |
| 1        | 1        | 3 de mayo de 2021  | 4.4% (NR)                           | 4.8% (NR)                           |
| 1        | 2        | 3 de mayo de 2021  | 4.9% (NR)                           | 5.7% (16.ª)                         |
| 2        | 1        | 4 de mayo de 2021  | 3.7% (NR)                           | N/A                                 |
| 2        | 2        | 4 de mayo de 2021  | 4.7% (20.ª)                         | 5.5% (14.ª)                         |
| 3        | 1        | 10 de mayo de 2021 | 4.0% (NR)                           | N/A                                 |
| 3        | 2        | 10 de mayo de 2021 | 5.1% (NR)                           | 5.3% (19.ª)                         |
| 4        | 1        | 11 de mayo de 2021 | 3.2% (NR)                           | N/A                                 |
| 4        | 2        | 11 de mayo de 2021 | 4.4% (NR)                           | 5.2%                                |
| 5        | 1        | 17 de mayo de 2021 | 3.8% (NR)                           | N/A                                 |
| 5        | 2        | 17 de mayo de 2021 | 4.6% (NR)                           | 5.4%                                |
| 6        | 1        | 18 de mayo de 2021 | 4.0% (NR)                           | N/A                                 |
| 6        | 2        | 18 de mayo de 2021 | 5.2% (17.ª)                         | 4.8% (16.ª)                         |
| 7        | 1        | 24 de mayo de 2021 | 4.2% (NR)                           | N/A                                 |
| 7        | 2        | 24 de mayo de 2021 | 5.0%                                | 5.2% (19.ª)                         |
| 8        | 1        | 25 de mayo de 2021 | 4.3% (NR)                           | N/A                                 |
| 8        | 2        | 25 de mayo de 2021 | 5.7% (8.ª)                          | 5.6% (14.ª)                         |
| 9        | 1        | 31 de mayo de 2021 | 4.0% (NR)                           |                                     |
| 9        | 2        | 31 de mayo de 2021 | 4.9% (NR)                           |                                     |
| 10       | 1        | 1 de junio de 2021 | 4.4% (NR)                           |                                     |
| 10       | 2        | 1 de junio de 2021 | 5.6% (13.ª)                         |                                     |
| 11       | 1        | 7 de junio de 2021 | 4.5% (NR)                           |                                     |
| 11       | 2        | 7 de junio de 2021 | 5.3% (18.ª)                         |                                     |
| 12       | 1        | 8 de junio de 2021 | 4.6% (NR)                           |                                     |
| 12       | 2        | 8 de junio de 2021 | 5.6% (11.ª)                         |                                     |
| Promedio | Promedio | Promedio           | 4.3%                                | 5.2%                                |

## Música
El OST de la serie está conformado por las siguientes canciones y fue distribuido por VLENDING:

### Parte 1
| No. | Intérprete | Canción                          | Letra                   | Música                  | Duración |
| --- | ---------- | -------------------------------- | ----------------------- | ----------------------- | -------- |
| 1   | Sondia     | "Melody of Spring" (봄의 멜로디) | Captain Planet y SeoRoi | Captain Planet y SeoRoi | 3:37     |
| 2   |            | "Melody of Spring" (Inst.)       | -                       | Captain Planet y SeoRoi | 3:37     |

### Parte 2
| No. | Intérprete        | Canción        | Letra  | Música | Duración |
| --- | ----------------- | -------------- | ------ | ------ | -------- |
| 1   | Borest (보레스트) | "Rest" (쉼)    | Borest | Borest | 3:12     |
| 2   |                   | "Rest" (Inst.) | -      | Borest | 3:12     |

### Parte 3
| No. | Intérprete   | Canción                      | Letra                       | Música                      | Duración |
| --- | ------------ | ---------------------------- | --------------------------- | --------------------------- | -------- |
| 1   | Kwak Jin-eon | "My Spring Days" (나의 오월) | Song Yang-Ha y Kim Jae-Hyun | Song Yang-Ha y Kim Jae-Hyun | 3:34     |
| 2   |              | "My Spring Days" (Inst.)     | -                           | Song Yang-Ha y Kim Jae-Hyun | 3:34     |

### Parte 4
| No. | Intérprete         | Canción                   | Letra   | Música                            | Duración |
| --- | ------------------ | ------------------------- | ------- | --------------------------------- | -------- |
| 1   | Soyeon (de Laboum) | "Think of You" (당신생각) | Taibian | Taibian y Kim Jung-woo (de TOXIC) | 4:00     |
| 2   |                    | "Think of You" (Inst.)    | -       | Taibian y Kim Jung-woo            | 4:00     |

### Parte 5
| No. | Intérprete | Canción                           | Letra                       | Música                                    | Duración |
| --- | ---------- | --------------------------------- | --------------------------- | ----------------------------------------- | -------- |
| 1   | Ryeowook   | "Starry Night" (별이 쏟아지는 밤) | Song Yang-ha y Kim Jae-hyun | Song Yang-ha, Kim Jae-hyun y Yook Ga-yeon | 4:02     |
| 2   |            | "Starry Night" (Inst.)            | -                           | Song Yang-ha, Kim Jae-hyun y Yook Ga-yeon | 4:02     |

### Parte 6
| No. | Intérprete   | Canción                       | Letra                   | Música     | Duración |
| --- | ------------ | ----------------------------- | ----------------------- | ---------- | -------- |
| 1   | Jung Joon-il | "Days of Memory" (기억의나날) | Han Joon y Park Se-joon | Seo Jae-ha | 3:53     |
| 2   |              | "Days of Memory" (Inst.)      | -                       | Seo Jae-ha | 3:53     |

### Parte 7
| No. | Intérprete | Canción                          | Letra   | Música        | Duración |
| --- | ---------- | -------------------------------- | ------- | ------------- | -------- |
| 1   | Houdini    | "I Regret" (널 사랑한 걸 후회해) | Houdini | Houdini y 667 | 3:36     |
| 2   |            | "I Regret" (Inst.)               | -       | Houdini y 667 | 3:36     |

### Parte 8
| No. | Intérprete   | Canción                                           | Letra        | Música       | Duración |
| --- | ------------ | ------------------------------------------------- | ------------ | ------------ | -------- |
| 1   | Yoo Hae-joon | "What I Want To Say To You" (너에게 하고 싶은 말) | Yoo Hae-joon | Yoo Hae-joon | 3:46     |
| 2   |              | "What I Want To Say To You" (Inst.)               | -            | Yoo Hae-joon | 3:46     |

### Parte 9
| No. | Intérprete  | Canción                       | Letra   | Música                            | Duración |
| --- | ----------- | ----------------------------- | ------- | --------------------------------- | -------- |
| 1   | Kim Bum-soo | "Winter of May" (오월의 겨울) | Taibian | Taibian y Kim Jung-woo (de TOXIC) | 4:27     |
| 2   |             | "Winter of May" (Inst.)       | -       | Taibian y Kim Jung-woo (de TOXIC) | 4:27     |

### Parte 10
| N.º | Intérprete     | Canción                     | Letra                                          | Música                         | Duración |
| --- | -------------- | --------------------------- | ---------------------------------------------- | ------------------------------ | -------- |
| 1   | Jeong In-seong | "Over Memories" (추억 위로) | Kim Chang-rak, ATONE (에이톤) y Jeong In Seong | Kim Chang-rak y ATONE (에이톤) | 3:53     |
| 2   |                | "Over Memories" (Inst.)     | -                                              | Kim Chang-rak y ATONE (에이톤) | 3:53     |

## Premios y nominaciones
| Año  | Categoría                                   | Premio            | Trabajo                 | Resultado |
| ---- | ------------------------------------------- | ----------------- | ----------------------- | --------- |
| 2021 | Premio a la gran excelencia, actor          | Premios KBS Drama | Lee Do-hyun             | Ganó      |
| 2021 | Premio a la gran excelencia, actriz         | Premios KBS Drama | Go Min-si               | Nominada  |
| 2021 | Premio a la excelencia, actor en miniserie  | Premios KBS Drama | Lee Do-hyun             | Nominado  |
| 2021 | Premio a la excelencia, actriz en miniserie | Premios KBS Drama | Go Min-si               | Ganó      |
| 2021 | Mejor actor de reparto                      | Premios KBS Drama | Lee Sang-yi             | Nominado  |
| 2021 | Mejor actriz de reparto                     | Premios KBS Drama | Geum Sae-rok            | Nominada  |
| 2021 | Mejor actriz revelación                     | Premios KBS Drama | Geum Sae-rok            | Nominada  |
| 2021 | Mejor actor infantil                        | Premios KBS Drama | Jo Yi-hyun              | Nominado  |
| 2021 | Mejor pareja                                | Premios KBS Drama | Lee Do-hyun y Go Min-si | Ganaron   |

## Producción
La serie también es conocida como "May Youth" y fue creada por KBS Drama Production.
La dirección estuvo a cargo de Song Min-yeob (송민엽), quien contó con el guionista Lee Kang (이강). Mientras que la producción estuvo en manos de Ahn Chang-hyun y Kang Bo-young, quienes tuvieron el apoyo del productor ejecutivo Kim Sang-hwi.
El 17 de marzo de 2021 se realizó la primera lectura del guion en Corea del Sur. Mientras que la conferencia de prensa fue realizada en mayo del mismo año.
La serie también contó con el apoyo de la compañía de producción Story Hunter Production.

### Recepción[69]
El 16 de mayo de 2021, Good Data Corporation compartió su nueva clasificación de los dramas y miembros del elenco que generaron más revuelo durante la semana del 3 al 9 de mayo del mismo año. Las listas se compilaron a partir del análisis de artículos de noticias, publicaciones de blogs, comunidades en línea, videos y publicaciones en redes sociales sobre los dramas que están actualmente al aire o que saldrán al aire próximamente. La serie obtuvo el puesto número 3 en la lista de dramas, mientras que los actores Lee Do-hyun y Go Min-si ocuparon los puestos 2 y 5 respectivamente dentro de los diez miembros del elenco más comentados de la semana.
El 18 de mayo de 2021, Good Data Corporation compartió su nueva clasificación de los dramas y miembros del elenco que generaron más revuelo durante la semana del 10 al 16 de mayo del mismo año. Las listas se compilaron a partir del análisis de artículos de noticias, publicaciones de blogs, comunidades en línea, videos y publicaciones en redes sociales sobre los dramas que están actualmente al aire o que saldrán al aire próximamente. La serie obtuvo el cuarto puesto en la lista de dramas, mientras que los actores Lee Do-hyun y Go Min-si ocuparon los puestos 5 y 7 respectivamente dentro de los diez miembros del elenco más comentados de la semana.
El 25 de mayo de 2021, Good Data Corporation compartió su nueva clasificación de los dramas y miembros del elenco que generaron más revuelo durante la semana del 17 al 23 de mayo del mismo año. Las listas se compilaron a partir del análisis de artículos de noticias, publicaciones de blogs, comunidades en línea, videos y publicaciones en redes sociales sobre los dramas que están actualmente al aire o que saldrán al aire próximamente. La serie obtuvo el puesto número dos en la lista de dramas, mientras que los actores Lee Do-hyun y Go Min-si ocuparon los puestos 5 y 6 respectivamente dentro de los diez miembros del elenco más comentados de la semana.
El 1 de junio de 2021, Good Data Corporation compartió su nueva clasificación de los dramas y miembros del elenco que generaron más revuelo durante la semana del 24 al 30 de mayo del mismo año. Las listas se compilaron a partir del análisis de artículos de noticias, publicaciones de blogs, comunidades en línea, videos y publicaciones en redes sociales sobre los dramas que están actualmente al aire o que saldrán al aire próximamente. La serie obtuvo el puesto número 4 en la lista de dramas, mientras que los actores Lee Do-hyun y Go Min-si ocuparon los puestos 6 y 10 respectivamente dentro de los diez miembros del elenco más comentados de la semana.
El 8 de junio de 2021, Good Data Corporation compartió su nueva clasificación de los dramas y miembros del elenco que generaron más revuelo durante la primera semana de junio del mismo año. Las listas se compilaron a partir del análisis de artículos de noticias, publicaciones de blogs, comunidades en línea, videos y publicaciones en redes sociales sobre los dramas que están actualmente al aire o que saldrán al aire próximamente. La serie obtuvo el puesto número 4 en la lista de dramas, mientras que el actor Lee Do-hyun ocupó el puesto número 9 dentro de los diez miembros del elenco más comentados de la semana.
El 16 de junio de 2021, Good Data Corporation compartió su nueva clasificación de los dramas y miembros del elenco que generaron más revuelo durante la semana de junio del mismo año. Las listas se compilaron a partir del análisis de artículos de noticias, publicaciones de blogs, comunidades en línea, videos y publicaciones en redes sociales sobre los dramas que están actualmente al aire o que saldrán al aire próximamente. La serie obtuvo el puesto número 2 en la lista de dramas, mientras que los actores Lee Do-hyun y Go Min-si ocuparon los puestos 2 y 6 respectivamente dentro de los diez miembros del elenco más comentados de la semana.
El 28 de junio de 2021 se anunció que la serie estaba dentro de los 5 mejores y más populares K-Dramas de Viki de ese mes, entre ellos: Penthouse: War In Life 3, Doom at Your Service, Entonces me casé con la antifan e Imitation.